# Vitis
Vitis L., 1753 è un genere di piante arbustive appartenenti alla famiglia delle Vitaceae.
Il genere conta 81 specie per lo più distribuite nell'emisfero settentrionale e moltissime cultivar selezionate sia per la produzione di vino che di uva da tavola. 

La specie più nota del genere è Vitis vinifera L. (detta comunemente vite europea), il cui frutto è l'uva.

## Descrizione
La vite è una pianta legnosa rampicante che per crescere si attacca a dei sostegni (tutori, se in coltivazione) mediante i viticci; se la pianta non viene potata può raggiungere larghezze ed altezze notevoli attaccandosi agli alberi, su pareti rocciose, o coprendo il suolo. 
È dotata di un apparato radicale molto sviluppato, che può superare anche i 10 metri di lunghezza.

Ha un fusto anche di lunghezza notevole da cui si dipartono numerosi rami, detti tralci.

Le foglie, dette pampini, palminervie, alterne, sono semplici e costituite da cinque lobi principali più o meno profondi, su una forma di base a cuore. Le foglie sono un carattere diagnostico molto importante per il riconoscimento dei vitigni delle varie cultivar, e all'interno della vite coltivata europea (Vitis vinifera sativa).
I boccioli dei fiori si formano alla fine della stagione di crescita e svernano per fiorire nella primavera dell'anno successivo. Vitis si distingue dagli altri generi di Vitaceae per avere i petali che rimangono uniti all'estremità superiore e si staccano dalla base per cadereancora uniti in una sorta di cuffia. I fiori sono pentameri, con calice ridotto. le specie selvatiche hanno fiori unisessuali su piante dioiche mentre quelle selezionate per la coltura sono per lo più bisessuali.  

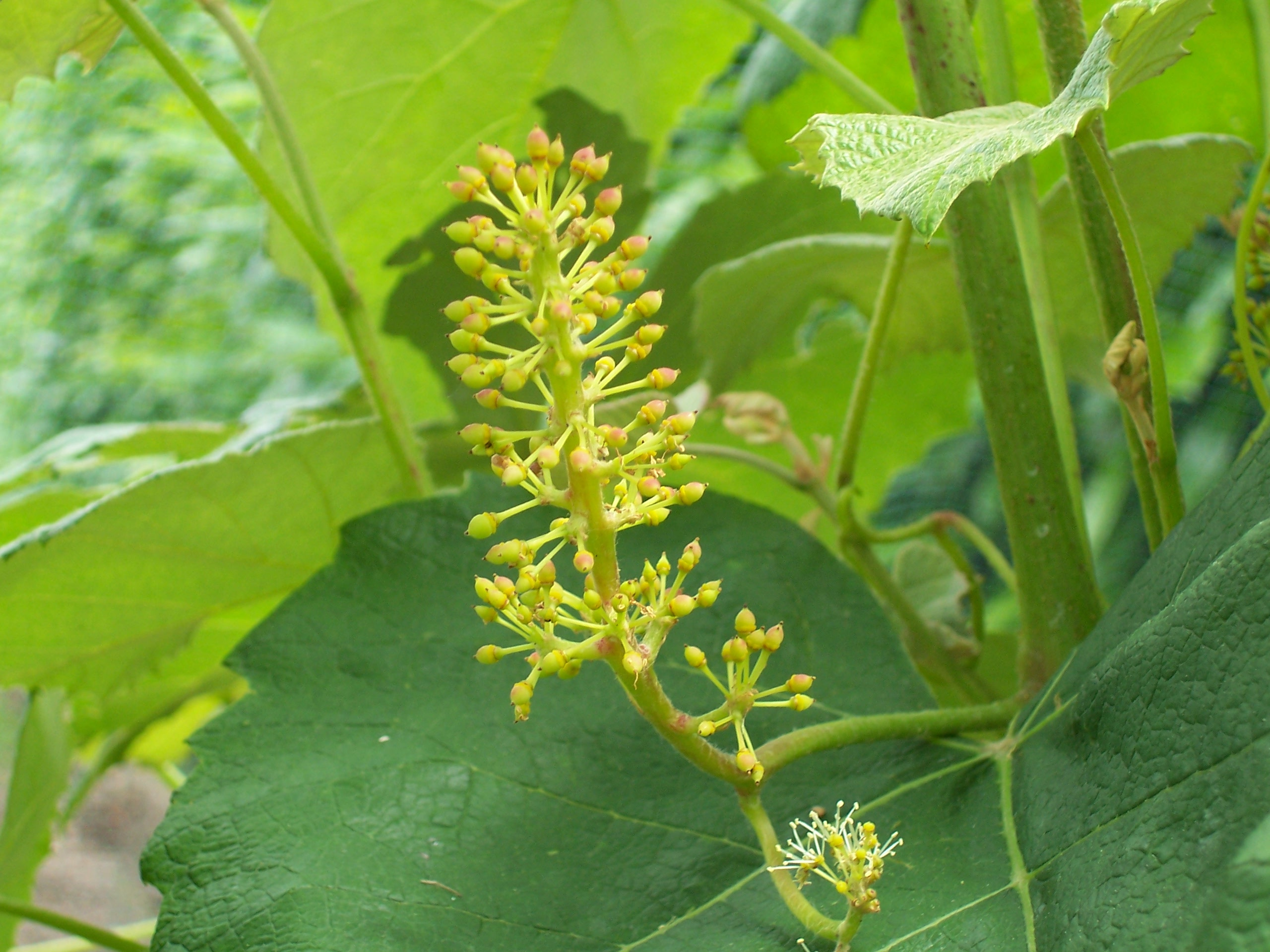
Infiorescenza, che produrrà il grappolo

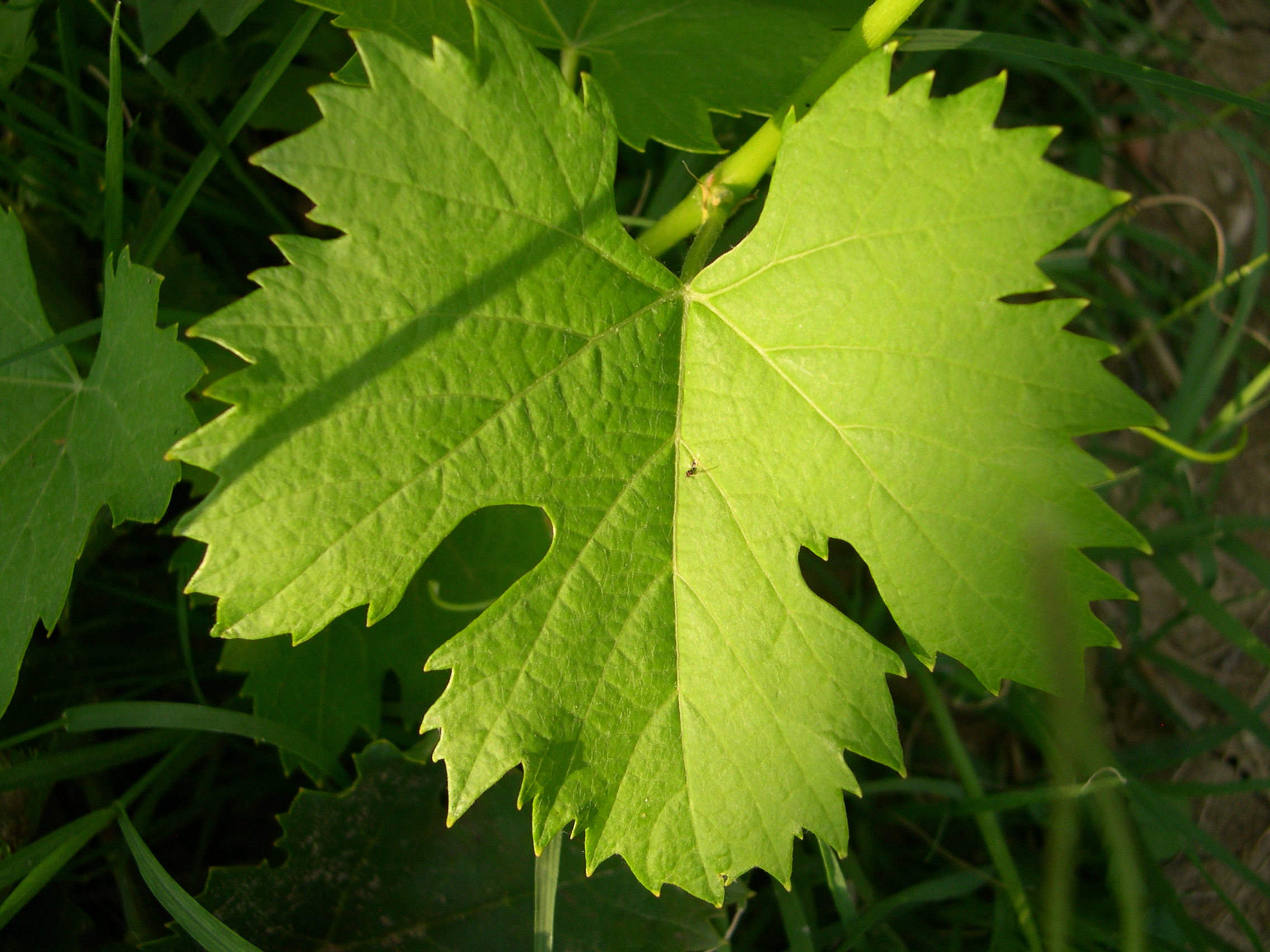
Foglia di una vite

I frutti sono delle bacche (detti acini) di forma e colore variabile: gialli, viola o bluastri, raggruppati in grappoli. Presentano un esocarpo spesso pruinoso (buccia), un mesocarpo con cellule piene di succo da cui si ricava il mosto (polpa) ed un endocarpo formato da uno strato di cellule che delimita le logge contenenti i semi (detti vinaccioli).

## Biologia

### Avversità

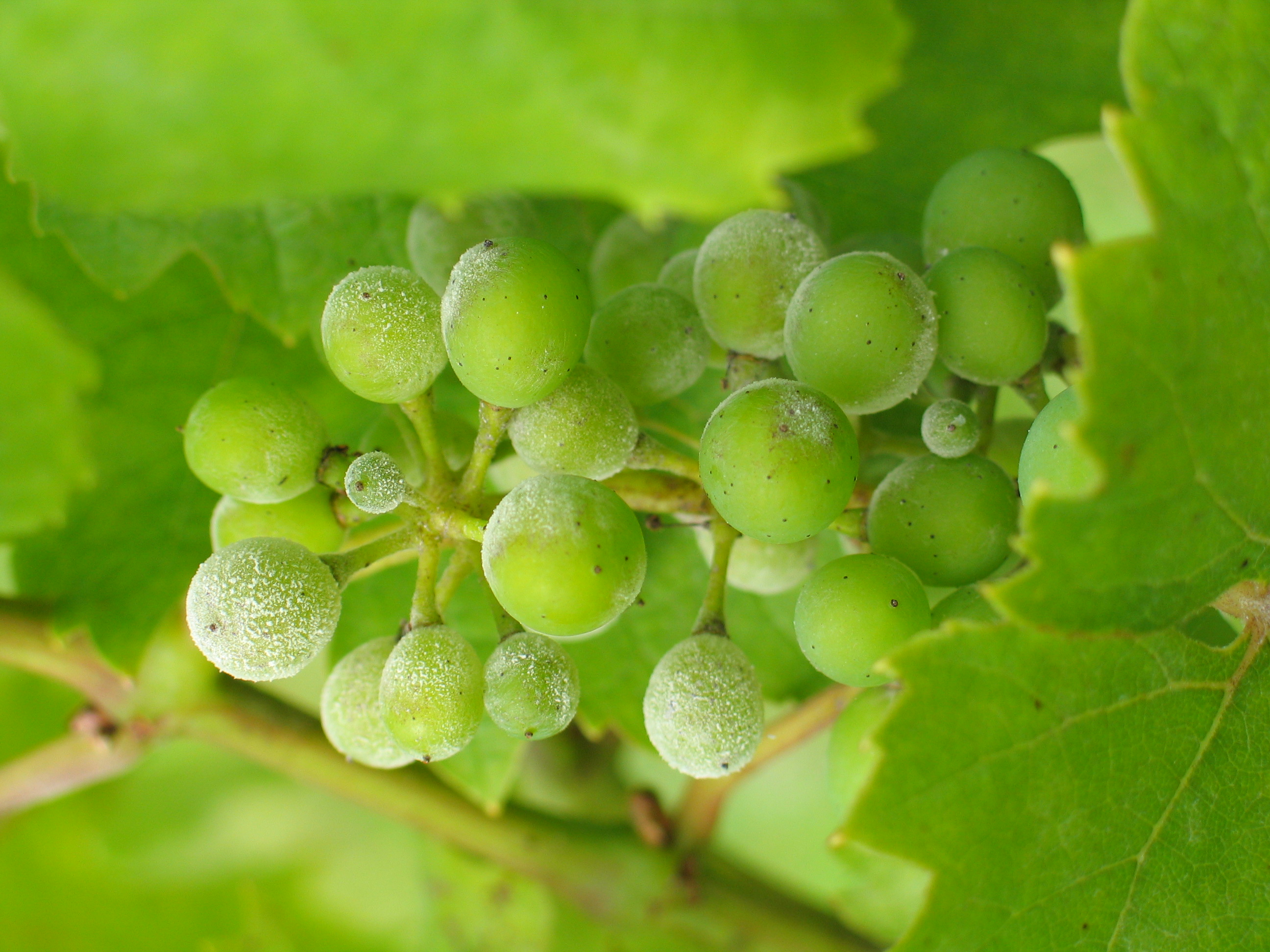
Grappolo d'uva attaccato dal mal bianco
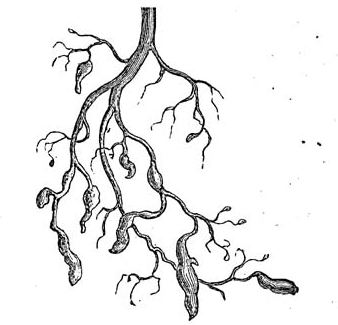
Deformazioni prodotte sulle radici della vite dalla fillossera
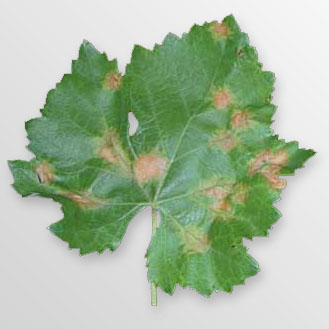
Peronospora su foglia di vite
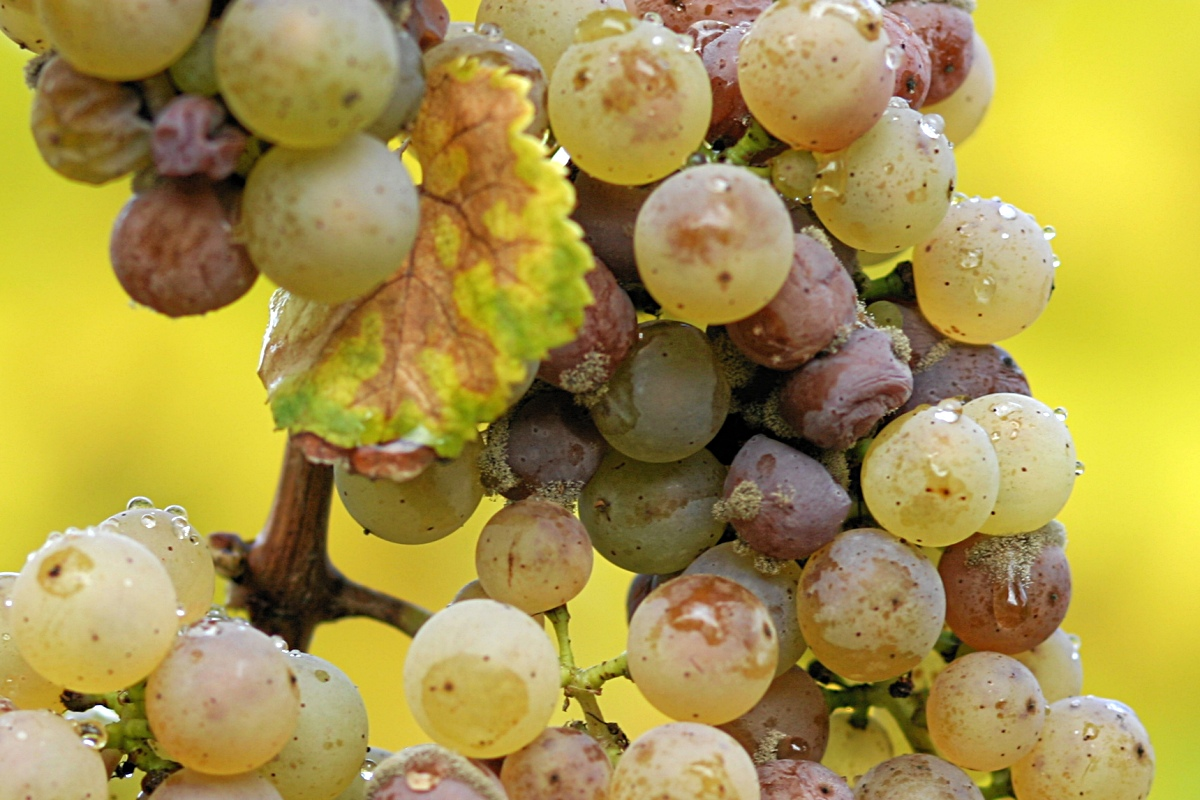
Muffa grigia su grappolo di uva Riesling

Le viti americane sono poco sensibili alla fillossera, un afide parassita che attacca le radici delle viti europee, queste specie, così come i loro ibridi, vengono utilizzate sia come portinnesto (arbusto su cui innestare le gemme o le marze dei vitigni), sia come incrocio con alcune varietà di Vitis vinifera per la produzione di uva.

L'uva della Vitis labrusca, e dei suoi ibridi con Vitis vinifera, può essere vinificata e si ottengono vini come il Fragolino (dal nome dell'uva, detta uva fragola o Isabella), o il Clinton, che fino a pochi anni fa erano, ed in qualche caso sono ancora, prodotti tipici dell'autoconsumo di zone fredde ed umide del nord Italia.
Vista la concorrenza che questi vini a basso costo, ed alta produttività (e limitata qualità), procuravano al mercato dei vini di alta qualità e costo prodotti dalla vite europea (Vitis vinifera), l'Italia ne ha vietato la commercializzazione come "vino", tale divieto è stato recepito anche dalla normativa europea.
Oggettivamente la produzione di fermentati da vitigni diversi dalla vinifera dà spesso prodotti di modesta qualità, sia per le diverse caratteristiche organolettiche oggettive (ad esempio, il sapore "volpino"), che per la scarsa tenuta all'invecchiamento.
La correzione di queste caratteristiche si pratica da un lato con procedimenti tesi a limitarle fino a dove possibile, ed in seguito con aggiunte come la aggiunta di zuccheri grezzi (sciroppi, glucosio, o melasse) o altri correttori ed additivi, non ammessi per la vinifera.
D'altra parte gli stessi Stati Uniti e l'Australia distinguono nettamente tra i loro vini quelli di alta qualità originati da vitigni di Vitis vinifera, di cui sono tra i maggiori produttori mondiali, ed i vini, prodotti marginalmente, da viti autoctone americane o da ibridi.
Ciò non toglie che, in condizioni commerciali particolari, in assenza di alternative ragionevoli per il clima, i vitigni americani o gli ibridi relativi sono coltivati per la vinificazione con discreti risultati in diversi paesi, come gli Stati Uniti, il Canada, Nuova Zelanda ed in Svizzera.
In Svizzera, vista la resistenza naturale di specie o ibridi diversi dalla vinifera agli infestanti, (soprattutto crittogame) recati dal clima, i vitigni ibridi interspecifici americani o le viti americane, sono diventate i vitigni d'elezione per l'agricoltura biologica; tra i vini ottenuti: il Marechal Foch, il Regent ed il Vidal Blanc.
Nel Nord Europa ed in Nord America (Inghilterra, Svezia, Stati Uniti, Canada), hanno trovato ambiente favorevole le coltivazioni di ibridi di Vitis aestivalis e di Vitis amurensis.

## Distribuzione e habitat
Il genere Vitis ha un ampio areale: oltre a Vitis vinifera, che è stata coltivata fin dall'antichità in Europa, in Medio Oriente e nella regione caucasica, ci sono numerose specie di origine americana, asiatica e tipiche di regioni tropicali e subtropicali. Molti sono i paesi in cui sono state introdotte, come la Nuova Zelanda e parte del Nord Africa.

## Tassonomia
In questo genere sono riconosciute 76 specie:
- Vitis acerifolia Raf.
- Vitis aestivalis Michx.
- Vitis amurensis Rupr.
- Vitis arizonica Engelm.
- Vitis baihuashanensis M.S.Kang & D.Z.Lu
- Vitis balansana Planch.
- Vitis bashanica P.C.He
- Vitis bellula (Rehder) W.T.Wang
- Vitis berlandieri Planch.
- Vitis betulifolia Diels & Gilg
- Vitis biformis Rose
- Vitis blancoi Munson
- Vitis bloodworthiana Comeaux
- Vitis bourgaeana Planch.
- Vitis bryoniifolia Bunge
- Vitis californica Benth.
- Vitis cardiophylla F.Muell.
- Vitis × champinii Planch.
- Vitis chunganensis Hu
- Vitis chungii F.P.Metcalf
- Vitis cinerea (Engelm.) Millardet
- Vitis coignetiae Pulliat ex Planch.
- Vitis davidi (Rom.Caill.) Foëx
- Vitis × doaniana Munson ex Viala
- Vitis erythrophylla W.T.Wang
- Vitis fengqinensis C.L.Li
- Vitis flavicosta Mickel & Beitel
- Vitis flexuosa Thunb.
- Vitis giradiana Munson
- Vitis hancockii Hance
- Vitis heyneana Schult.
- Vitis hissarica Vassilcz.
- Vitis hui W.C.Cheng
- Vitis jaegeriana Comeaux
- Vitis jinggangensis W.T.Wang
- Vitis jinzhainensis X.S.Shen
- Vitis labrusca L.
- Vitis lanceolatifoliosa C.L.Li
- Vitis longquanensis P.L.Chiu
- Vitis luochengensis W.T.Wang
- Vitis menghaiensis C.L.Li
- Vitis mengziensis C.L.Li
- Vitis metziana Miq.
- Vitis monticola Buckley
- Vitis mustangensis Buckley
- Vitis nesbittiana Comeaux
- Vitis × novae-angliae Fernald
- Vitis novogranatensis Moldenke
- Vitis nuristanica Vassilcz.
- Vitis palmata Vahl
- Vitis pedicellata M.A.Lawson
- Vitis peninsularis M.E.Jones
- Vitis piasezkii Maxim.
- Vitis pilosonervia F.P.Metcalf
- Vitis popenoei J.L.Fennell
- Vitis pseudoreticulata W.T.Wang
- Vitis qinlingensis P.C.He
- Vitis retordii Rom.Caill. ex Planch.
- Vitis riparia Michx.
- Vitis romanetii Rom.Caill.
- Vitis rotundifolia Michx.
- Vitis rupestris Scheele
- Vitis ruyuanensis C.L.Li
- Vitis saccharifera Makino
- Vitis shenxiensis C.L.Li
- Vitis shuttleworthii House
- Vitis silvestrii Pamp.
- Vitis sinocinerea W.T.Wang
- Vitis sinoternata W.T.Wang
- Vitis tiliifolia Humb. & Bonpl. ex Schult.
- Vitis tsoi Merr.
- Vitis vinifera L.
- Vitis vulpina L.
- Vitis wenchowensis C.Ling
- Vitis wenxianensis W.T.Wang
- Vitis wuhanensis C.L.Li
- Vitis xunyangensis P.C.He
- Vitis yunnanensis C.L.Li
- Vitis zhejiang-adstricta P.L.Chiu

## Usi

### Coltivazione
I terreni possono essere di varia tessitura (da argillosa a sabbiosa).
Le varie specie di vite si adattano a diversissimi tipi di terreno. La specie V. vinifera ha una forte tolleranza a suoli calcarei a clima secco, e suoli aridi e drenati.
Le altre specie hanno esigenze diverse di terreno e clima; spesso le americane preferiscono suolo acido o neutro, in qualche caso anche con buona tolleranza al calcare, a volte con ottima resistenza a suolo e clima umido.
Per la Vitis vinifera la pratica dell'innesto su ibridi di selvatico americano rende comunque possibile la coltivazione su terreni a diversa condizione di pH.
Le forme di coltivazione più adatte per l'uva da tavola sono la spalliera, la controspalliera o la pergola, che risulta anche molto decorativa su appositi sostegni.
L'irrigazione è molto importante: per ottenere acini grossi e polposi occorre innaffiare in quantità crescenti a partire dalla fioritura. Le irrigazioni vanno sospese 15 giorni prima della raccolta per evitare la spaccatura degli acini.
- Produzione di vino (vinificazione)
- Produzione di derivati della vinificazione:
  - mosto
  - distillati di vinacce (grappa, acquavite)
  - acido tartarico (per usi agroalimentari)
  - olio di vinaccioli (semi dell'uva)
  - polpa di vinacce (per l'alimentazione animale)
- Produzione di uva da tavola
- Produzione di uva passa
- Produzione di altre bevande a base di uva
- Prodotti alimentari:
  - gelatine e confetture
  - Aceto di vino

### Usi medicinali
- L'infuso di foglie giovani, raccolte da maggio ad agosto ed essiccate al sole, ha proprietà astringenti per la presenza di tannino
- Le foglie fresche per uso esterno sono curative delle malattie cutanee
- L'infuso di foglie per uso esterno serve per irrigazioni, impacchi e lavaggi
- I frutti raccolti quasi a maturazione hanno proprietà rinfrescante, disintossicante, diuretica, depurativa del sangue, idratante, vitaminica, energetica, contro l'acidosi, stimolante la digestione, lassativa e antireumatica
- Il succo degli acini d'uva, filtrato, serve per uso esterno per curare pelli grinzose e come maschera di bellezza
- Il decotto di uva passa secca (uva sultanina, zibibbo, malaga, uva di Corinto) ha proprietà emollienti, bechiche ed espettoranti
- Il vino d'uva bevuto con moderazione ai pasti, ha un'azione diuretica, tonica, digestiva, antianemica
- L'uva ben matura, consumata come frutta da mensa, viene utilizzata per la cura dell'uva o ampeloterapia, nelle persone defedate, anziani e bambini, colpiti da varie malattie.

Fitoterapia: dai semi di Vitis vinifera varietà rubra vengono estratti dei particolari flavanoli denominati OPC che hanno dimostrato ampiamente attività antiossidante, antiradicali liberi, vasoprotettiva, antiflogistica, immunostimolante. Consigliabili, a giusta titolazione, soprattutto nell'insufficienza venosa e nella sindrome emorroidaria.
Recente è l'isolamento di un fenolo (stilbene) composito derivato dalle bucce e dai semi, il resveratrolo che sembra avere in natura proprietà protettive ed antimicotiche (antimuffa) nell'acino.
Per la salute umana il Resveratrolo ha presentato spiccate attività antinfiammatorie ed antinvecchiamento, risulta inoltre essere un potente antiossidante, (antiteratogeno), agisce come fluidificante del sangue ed ha una notevole attività a prevenire i trombi e, unica sostanza nota, a rimuovere attivamente le placche occludenti i vasi.
Il contenuto nell'uva (parte commestibile), è massimo principalmente nelle bucce.
Il contenuto varia molto in funzione della varietà; nei derivati succhi e vino, è solo nelle parti che prevedono la macerazione delle bucce da cui è estratto.
Data la concentrazione relativamente bassa nel vino è sconsigliato farne uso terapeutico in questo senso.
I derivati dal Resveratrolo sono prodotti farmaceutici.

## Mitologia
Per gli antichi Greci il dio della vite, del vino, dell'ebbrezza e dell'orgia era Dioniso che poi sarà il dio Bacco per i Romani.

## Curiosità
La vite più antica d'Europa è la Versoaln e si trova nel comune di Tesimo in Alto Adige.
La scienza che studia e descrive le varietà di viti esistenti si chiama ampelografia, il cui nome deriva da quello del giovane satiro Ampelo amato dal dio Dioniso.